# Cimetière Saint-Louis

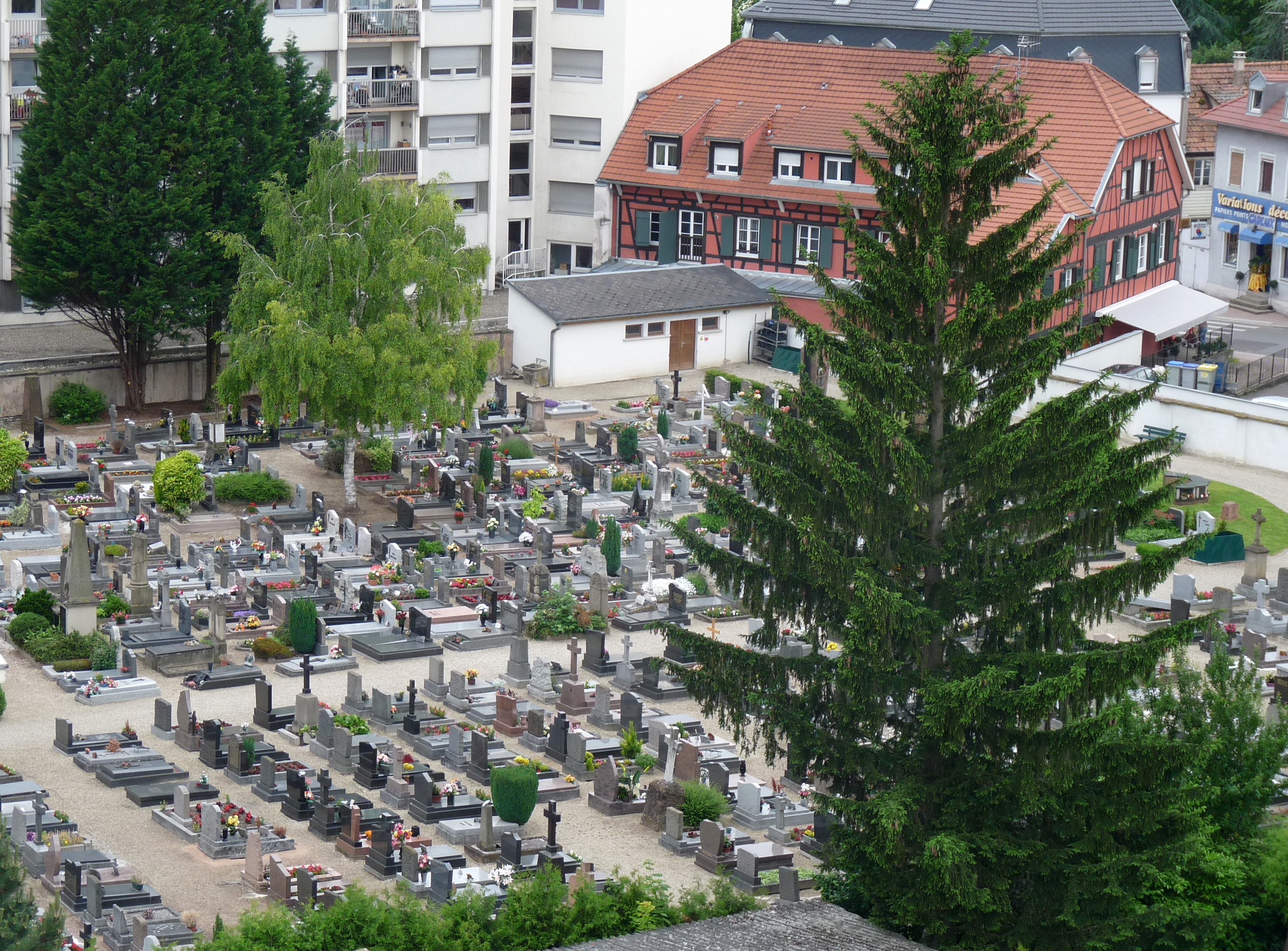
Luftaufnahme des Friedhofs

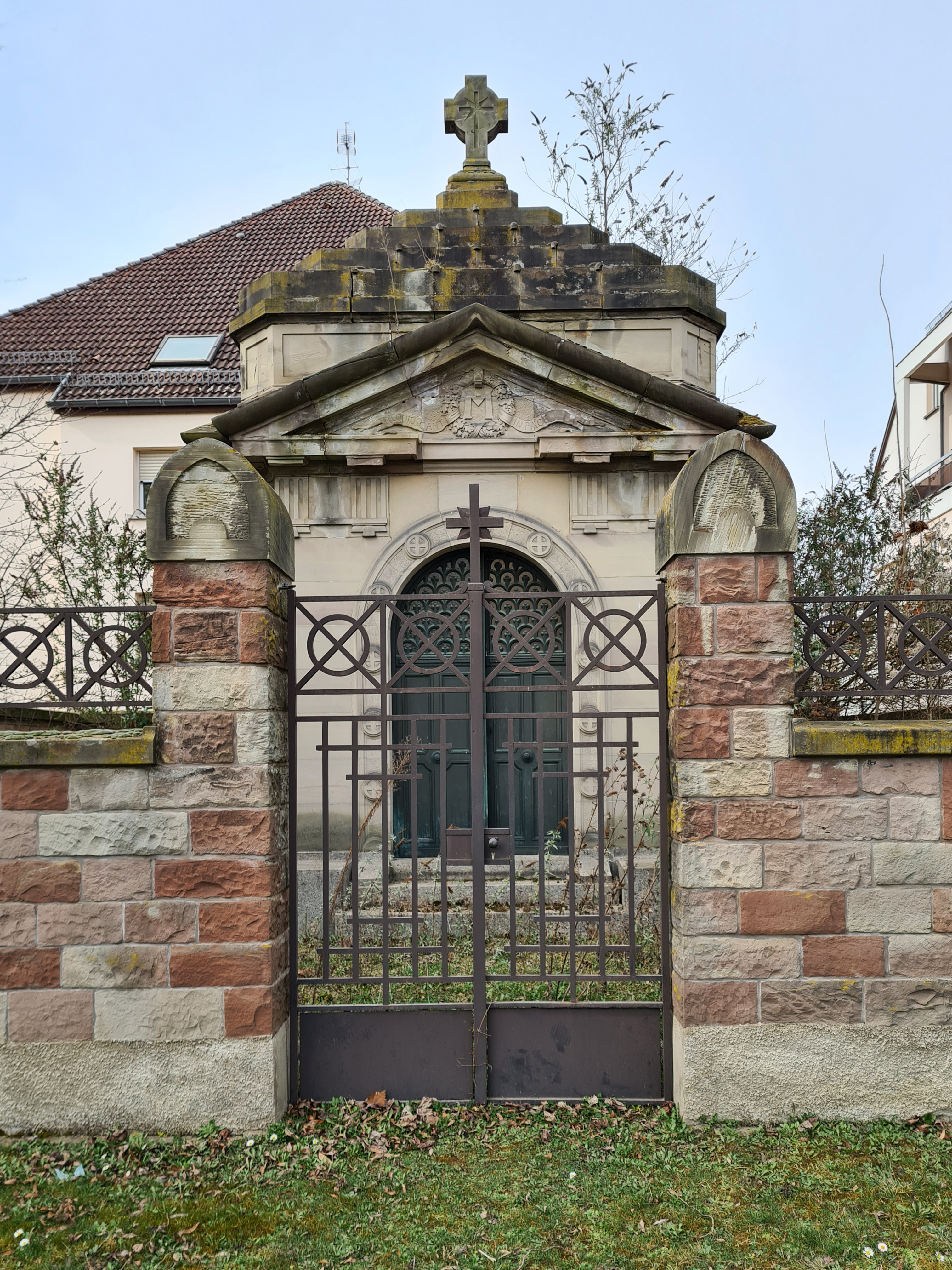
Mausoleum für Ernest Meja

Der Cimetière Saint-Louis ist ein historischer Friedhof im Stadtteil Robertsau der Stadt Straßburg.

## Geschichte
Wann der Begräbnisplatz entstand, ist unklar. Erstmals erwähnt wird er beim Bau der alten Kirche durch Nicolas Schwarber 1339. Nach Einführung der Reformation war er zunächst den Protestanten vorbehalten. Nach der Wiederzulassung der katholischen Konfession 1686 wurde die linke Hälfte den Katholiken eingeräumt. Aus diesem Anlass wurde auf dem katholischen Teil ein Kruzifix aus rosa Sandstein errichtet (1999/2000 restauriert).
Aus hygienischen Gründen (drohende Verunreinigung des Grundwassers) war er mehrfach von der Schließung bedroht, blieb jedoch erhalten und wurde 1811 noch einmal vergrößert. Eine Verordnung des Stadtrats vom 22. März 1918 verbot die Vergabe neuer und die Verlängerung bestehender Grabrechte. Stattdessen sollten die Toten auf dem neugeschaffenen Nordfriedhof beigesetzt werden. Am 30. November 1936 hob der Stadtrat diesen Beschluss auf, beschränkte die Zuteilung neuer Gräber jedoch auf Einwohner von Robertsau, die schon vor 1918 in diesem Stadtteil wohnhaft waren.

## Lage und Größe
Der Cimetière Saint-Louis hat eine Größe von 97,42 Ar, unterteilt in acht Sektionen. Der Hauptzugang befindet sich an der Rue du Dr Maurice Freysz. Von dort zieht sich das Gräberfeld zu beiden Seiten einer von Südosten nach Nordwesten verlaufenden Mittelachse. Südwestlich schließt sich an den öffentlichen Friedhof ein privater Begräbnisplatz der Familien de Pourtalès und de Bussière an. Ebenfalls außerhalb des öffentlichen Bereichs befinden sich abgetrennte Grabplätze für Ernest Meja (1851–1910), einen früheren Direktor der Banque de France, für die Familie Heitz und für den Juristen Friedrich Ludwig Munzinger (1818–1894).

## Grabstätten

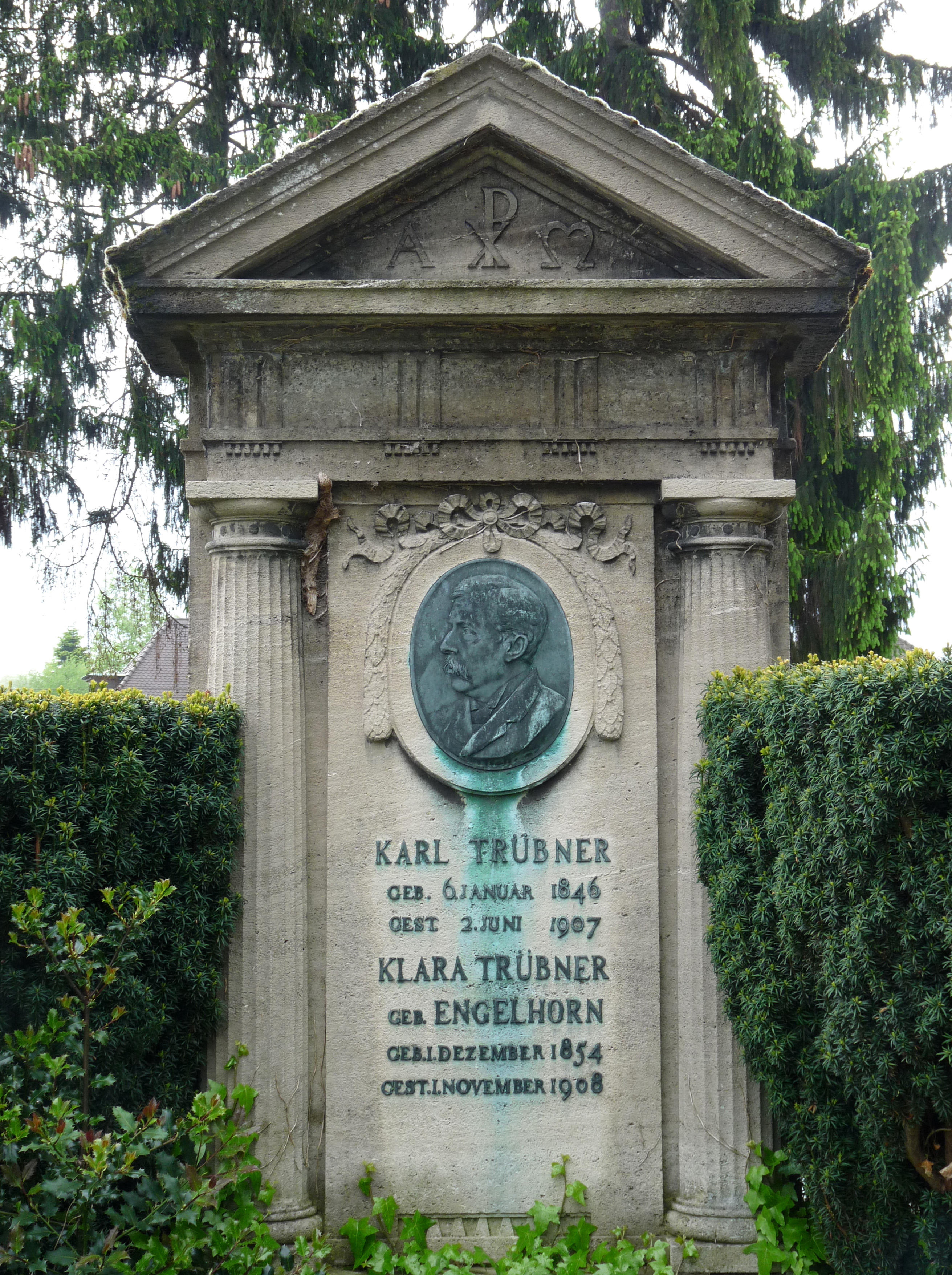
Grabmal Karl Trübner

- Albert Bronner (1914–1997), Ophtalmologe, Professor an der Universität Straßburg
- Georg Daubner (1865–1926), Theater- und Landschaftsmaler, Kunstpädagoge
- Heinrich Hübschmann (1848–1908), Orientalist
- Heinrich Ludwig Kayser (1833–1904), Zeitungsverleger, Gründer der Straßburger Neuesten Nachrichten
- Karl Trübner, (1846–1907) Verlagsbuchhändler zu Straßburg
- Adolf Michaelis (1835–1910), Klassischer Archäologe
- Friedrich Daniel von Recklinghausen (1833–1910), Pathologe
- Mélanie Renouard de Bussière (1836–1914), Gutsbesitzerin und Salonière
- Ernst Stadler (1883–1914), Lyriker